# Culture (gruppo musicale)
I Culture sono un gruppo musicale giamaicano, fondato nel 1976.

## Storia
Nato nel 1976 con il nome di The African Disciples, il gruppo era formato da Joseph Hill, Albert "Ralph" Walker e Roy "Kenneth" Dayes e iniziarono a registrare alcuni singoli contenuti nel loro primo album discografico Two Sevens Clash pubblicato nel 1977. Dopo la pubblicazione del secondo lavoro discografico, il gruppo entra in discussione con la Joe Gibbs Music, etichetta che produceva i lavori del gruppo per il loro primo album.
Nel frattempo, il loro primo album aveva raggiunto la posizione numero 60 nella Official Albums Chart dell'aprile 1978 e riceve il supporto della BBC, passando varie volte in radio. Questo ha permesso a loro di firmare un contratto con la Virgin Records e pubblicare alcuni album tra il 1978 e il 1979 con essa e si esibisce al One Love Peace Concert.
Alla morte del cantante Joseph Hill il gruppo lo ha rimpiazzato con Kenyatta Hill. Attualmente la formazione è diversa da quella iniziale.

## Discografia
- 1977 - Two Sevens Clash
- 1978 - Baldhead Bridge
- 1978 - Harder Than the Rest
- 1978 - Africa Stand Alone
- 1978 - Culture in Dub
- 1979 - Cumbolo
- 1979 - International Herb
- 1981 - More Culture
- 1982 - Roots & Culture
- 1982 - Lion Rock
- 1985 - Culture in Culture
- 1986 - Culture at Work
- 1988 - Nuff Crisis
- 1989 - Good Things
- 1991 - Three Sides to My Story
- 1992 - Wings of a Dove
- 1993 - Trod On
- 1996 - One Stone
- 1997 - Stoned
- 1997 - Trust Me
- 1999 - Payday
- 2000 - Scientist Dubs Culture into a Parallel Universe
- 2000 - Humble African
- 2007 - Pass the Torch
- 2007 - Raw Truth
- 2008 - Culture and Deejays at Joe Gibbs

Live
- 1998 - Cultural Livity: Live Culture '98
- 2002 - Live in Africa
- 2003 - Live in Negril

## Raccolte
- 1981 - Vital Selection
- 1989 - Too Long in Slavery
- 1990 - Stronger Than Ever
- 1992 - 3 the Hard Way condiviso con i Meditations ed i Wailing Souls
- 1992 - 17 Chapters of Culture
- 1997 - Ras Portraits
- 1998 - Production Something
- 2004 - This Is Crucial Reggae
- 2011 - Culture - At Joe Gibbs Cofanetto di 4 CD contenente i primi tre album ed una compilation
- 2012 - Natty Dread Taking Over - Reggae Anthology[5]